# Final Resolution (2024)
Final Resolution (2024) – gala wrestlingu organizowana przez amerykańską federację Total Nonstop Action Wrestling (TNA), która była transmitowana na żywo za pomocą platformy TNA+. Odbyła się 13 grudnia 2024 w Center Stage w Atlancie w stanie Georgia. Była to trzynasta gala z cyklu Final Resolution, a zarazem ósma gala TNA+ Monthly Specials w 2024 roku.
Na gali odbyło się dziesięć walk, w tym dwie w pre-show Countdown to Final Resolution. W walce wieczoru, Nic Nemeth pokonał A. J. Francisa broniąc TNA World Championship. W innych ważnych walkach, The Hardys (Matt Hardy i Jeff Hardy) pokonali The System (Briana Myersa i Eddiego Edwardsa) w tables matchu broniąc TNA World Tag Team Championship, Masha Slamovich pokonała Tashę Steelz w Falls Count Anywhere matchu broniąc TNA Knockouts World Championship oraz Joe Hendry pokonał Josha Alexandera, Mike’a Santanę i Steve’a Maclina w four-way matchu zostając pretendentem do TNA World Championship na Genesis. Podczas wydarzenia powróciła do TNA Tessa Blanchard, której rozwiązano kontrakt z TNA w czerwcu 2020 roku.

## Tło
22 lipca 2024, Total Nonstop Action Wrestling ogłosiło że gala Final Resolution odbędzie się 13 grudnia 2024 w Center Stage w Atlancie w stanie Georgia.

## Rywalizacje
Final Resolution będzie oferowało walki wrestlingu z udziałem różnych zawodników na podstawie przygotowanych wcześniej scenariuszy i rywalizacji, które są realizowane podczas cotygodniowych odcinków programu Impact!. Wrestlerzy odgrywają role pozytywnych (face) lub negatywnych bohaterów (heel), którzy rywalizują pomiędzy sobą w seriach walk mających budować napięcie.

### Pojedynek o TNA Knockouts World Championship
Na Victory Road, Masha Slamovich połączyła siły z Tashą Steelz, broniąc TNA Knockouts World Tag Team Championship przeciwko Spitfire (Dani Luna i Jody Threat); stała partnerka Slamovich, Alisha Edwards, została uznana za niezdolną do walki ze względów medycznych, stąd zaangażowanie Steelz. Spitfire wygrały tytuły, a Steelz i Edwards odwróciły się i zaatakowały Slamovich po walce. Slamovich kontynuowała waśń ze Stelz i Edwards, podczas której zdobyła TNA Knockouts World Championship od Jordynne Grace na Bound for Glory i obroniła tytuł przeciwko Edwards w no disqualification matchu na Impact!. Na Impact! 5 grudnia, Steelz pokonała Grace w walce singlowej, a następnie kontynuowała ataki na nią wraz z Edwards, zanim Slamovich je przegoniła. TNA później ogłosiło, że Slamovich będzie broniła TNA Knockouts World Championship w walce ze Steelz na Final Resolution.

### Pojedynek o TNA World Tag Team Championship
Na Bound for Glory, The Hardys (Matt Hardy i Jeff Hardy) wygrali TNA World Tag Team Championship w Full Metal Mayhem matchu, pokonując mistrzów The System (Briana Myersa i Eddiego Edwardsa) oraz ABC (Ace’a Austina i Chrisa Beya). Ponad miesiąc później, 5 grudnia, w odcinku Impact!, The System powołał się na klauzulę rewanżu, aby rzucić wyzwanie The Hardys o tytuły, ale walka zakończyła się dyskwalifikacją z powodu ingerencji Alishy Edwards. The System nadal okładali The Hardys, kończąc, gdy wrzucili mistrzów do stołu. W rezultacie, TNA później ogłosiło, że The Hardys i The System zmierzą się ponownie o TNA World Tag Team Championship na Final Resolution w tables matchu.

### Pojedynek o TNA X Division Championship
Podczas Impact!, który odbył się 5 grudnia, Kushida wygrał five-way match z Ace Austinem, Trentem Sevenem, Leonem Slaterem i JDC, zdobywając tym samym walkę o TNA X Division Championship. W związku z tym miał rzucić wyzwanie Moose’owi w walce o tytuł podczas wydarzenia.

## Wyniki walk
| Nr                                                                   | Wyniki | Stypulacje                                                              | Czas  |
| -------------------------------------------------------------------- | --- | ----------------------------------------------------------------------- | ----- |
| 1P                                                                   | JDC pokonał Leona Slatera poprzez pinfall                                                                         | Singles match                                                           | 7:06  |
| 2P                                                                   | Frankie Kazarian pokonał Jonathana Greshama poprzez submission                                                    | Singles match                                                           | 9:11  |
| 3                                                                    | Moose (c) pokonał Kushidę poprzez pinfall                                                                         | Singles match o TNA X Division Championship                             | 10:50 |
| 4                                                                    | The Rascalz (Trey Miguel i Zachary Wentz) pokonali Jake’a Somethinga oraz PCO i Samiego Callihana poprzez pinfall | Three-way tag team match                                                | 11:01 |
| 5                                                                    | Ace Austin pokonał Trenta Sevena poprzez pinfall                                                                  | Singles match                                                           | 12:38 |
| 6                                                                    | Jordynne Grace vs. Rosemary zakończyło się bez rezultatu                                                          | Singles match                                                           | 10:00 |
| 7                                                                    | Joe Hendry pokonał Josha Alexandera, Mike’a Santanę i Steve’a Maclina poprzez pinfall                             | Four-way match o miano pretendenta do TNA World Championship na Genesis | 18:21 |
| 8                                                                    | Masha Slamovich (c) pokonała Tashę Steelz poprzez pinfall                                                         | Falls Count Anywhere match o TNA Knockouts World Championship           | 12:34 |
| 9                                                                    | The Hardys (Matt Hardy i Jeff Hardy) (c) pokonali The System (Briana Myersa i Eddiego Edwardsa)                   | Tables match o TNA World Tag Team Championship                          | 16:50 |
| 10                                                                   | Nic Nemeth (c) pokonał A. J. Francisa (z KC Navarro) poprzez pinfall                                              | Singles match o TNA World Championship                                  | 15:13 |
| (c) – mistrz/mistrzyni przed walkąP – walka miała miejsce w pre-show | |                                                                         |       |